# Michel Duchaussoy
Michel Duchaussoy, ejtsd kb. [düsósszoá],  (Valenciennes, Nord megye, Franciaország, 1938. november 29. – Párizs, 2012. március 13.), francia színész, 1964−1984 között a párizsi Comédie-Française színház társulatának rendes tagja.

## Élete

### Származása, tanulmányai
Lille-ben, majd Rouen-ban nevelkedett. Már gyermekkorában színészkedett iskolai előadásokon. 1955-ban beiratkozott a lille-i színiiskolába, itt évfolyamelsőként végzett. Érettségi (1957) után egyéves előkészítő tanfolyamra járt, utána katonai szolgálatot teljesített Francia-Algériában, az algériai háború idején. 1961-ben leszerelt.
Beiratkozott a párizsi Conservatoire national supérieur d’art dramatique színművészeti főiskolára, Robert Manuel és Fernand Ledoux osztályába járt. 1964-ben végzett, kitüntetéssel. Végzés után, 1964-től a párizsi Comédie-Française társulatának tagja lett, és az is maradt 1984-ig. A Comédie-Française-ben eltöltött két évtized alatt számos francia és világirodalmi klasszikus darabban játszott.

### Színészi pályája
Első, névtelen filmszerepét az 1962-es A leghosszabb nap c. háborús filmben kapta. 1967-ben szerzett hírnevet Alain Jessua rendező Játék a gyilkossággal c. kalandfilmjében, Jean-Pierre Cassel és Claudine Auger mellett. 1969–1973 között Claude Chabrol fontos szerepeket adott neki több filmjében, így Az állatnak meg kell halnia-ban, A hűtlen feleség-ben, a Juste avant la nuit-ben, La rupture-ben, a Nada csoportban, később pedig a 2004-es A koszorúslányban. 1974-ben Cambrai kapitányt alakította A magas szőke férfi visszatér-ben. 1989-ben A francia forradalom című történelmi tabló első részében, a Robert Enrico rendező által készített Les années lumière-ben ő alakította Jean-Sylvain Bailly-t, Párizs város első polgármesterét.
Louis Malle rendező 1990-es Milou májusban c. filmjében George szerepéért César-díjra jelölték. Játszott Patrice Leconte és Bertrand Tavernier több filmjében. A mozifilmek mellett rendszeresen dolgozott a televíziónak is. Színpadon és filmekben egyaránt rendkívüli precizitással dolgozta ki és formálta meg karaktereit. Nina Companeez rendező 1995-os L’allée du roi (Királyi sétány) című történelmi filmjében a súlyosan testi fogyatékos Paul Scarron filozófust és költőt, Madame de Maintenon első férjét alakította.
Egyik klasszikus színpadi repertoár-szerepe Theraménes volt, Jean Racine: Phaidrájában. Ennek Patrice Chéreau által rendezett változatát 2003-ban tévéfilmre vitték. A címszerepért Dominique Blanc, Theraménes szerepéért pedig Duchaussoy megkapta a színházi Molière-díjet.
Utolsó filmszerepét, Abraracourcix-ot a 2012 októberében bemutatott Asterix és Obelix: Isten óvja Britanniát című vígjátékban játszotta el. A 2018-ban bemutatott A szél másik oldala című koprodukciós filmdrámában korábbi, 2012 előtt készült felvételeken látható.
2012. március 13-án hunyt el, 73 évesen, szívleállás következtében. Hamvait március 20-án temették el a párizsi Père-Lachaise temetőben, színész kollégái, köztük Vincent Cassel, Samuel Le Bihan, André Dussollier, Jean-Pierre Castaldi és mások jelenlétében.

### Magánélete
1970 májusában feleségül vette Isabelle de Funès színésznőt (*1944), Louis de Funès unokahúgát. 1971 októberében elváltak.
Corinne Le Poulain (1948-2015) színésznővel (Jean Le Poulain színész unokahúgával) folytatott viszonyából 1979-ben egy leánya született, Julia Duchaussoy, aki szintén színésznő lett.

## Fontosabb filmszerepei
- 1962: A leghosszabb nap (The Longest Day); névtelen szereplő
- 1967: Játék a gyilkossággal (Jeu de massacre); Robert „Bob” N
- 1969: A hűtlen feleség (La femme infidèle); Duval rendőrtiszteuman
- 1969: Bye bye, Barbara; Dimitrij
- 1969: Az állatnak meg kell halnia (Que la bête meur); Charles Thénier
- 1971: Molière: Képzelt beteg (Le malade imaginaire), tévéfilm; Béralde
- 1972: Híres szökések (Les évasions célèbres); tévésorozat; Latude c. rész; Latude
- 1973: Sokkos kezelés (Traitement de choc); Dr. Bernard
- 1974: Nada csoport (Nada); Marcel Treuffais
- 1974: A magas szőke férfi visszatér (Le retour du grand blond); Cambrai kapitány
- 1975: Monsieur Teste; tévéfilm; Paul Valéry
- 1975: Molière: Le médecin malgré lui; tévéfilm; Thibaud
- 1976: Le siècle des lumières; tévéfilm; az ifjú Voltaire
- 1976: Le lauzun de la Grande Mademoiselle, tévéfilm; Lauzun
- 1977: Armaguedon; Jacques Vivien rendőrfelügyelő
- 1977: A férfi, aki mindig sietett (L’homme pressé); Placide Justin
- 1977: Molière: Le misanthrope, tévéfilm; Philinte
- 1979: Il était un musicien, tévésorozat; Richard Strauss
- 1979: Les grandes conjurations, tévésorozat; Louis-Napoléon
- 1977-1979: Un juge, un flic, tévésorozat; 12 epizódban; Walder de Neuville bíró
- 1979: Monte Cristo grófja, tévé-minisorozat; narrátor hangja
- 1980: Égi postások (L’aéropostale, courrier du ciel), tévé-minisorozat; Pierre Latécoère
- 1983: Házibuli és szerelem (Surprise Party); François Lambert
- 1984: Féltékeny nő (Une femme jalouse); tévéfilm; Pierre
- 1984: Utolsó játszma (Dernier banco); tévéfilm; az adószedő
- 1984: A Saganne erőd (Fort Saganne); Baculard
- 1986: A zsaru és a szex (Le môme); Darmines
- 1987: Ki a csuda ez a fiú? (Qui c’est ce garçon?); tévé-sorozat; hat epizódban; Yves
- 1988: Bernadett - Lourdes legendája (Bernadette); III. Napóleon
- 1988: M’as-tu-vu?, tévésorozat; Alain felügyelő
- 1989: A francia forradalom (La Révolution française); Jean-Sylvain Bailly polgármester
- 1989: Az élet és semmi más (La vie et rien d’autre); Villerieux tábornok
- 1990: Milou májusban (Milou en mai); Georges
- 1990: Moi, général de Gaulle, tévéfilm; Costal ezredes
- 1990: A kétarcú ember (L’homme au double visage), tévéfilm; Armand Larnin
- 1991: Mások asszonya (La femme des autres), tévéfilm; François Morignac
- 1991: Nagymenő balek (Road to Ruin); tévéfilm; Julien Boulet
- 1992: Az ifjú Indiana Jones kalandjai (The Young Indiana Jones Chronicles), tévésorozat; egy epizódban, Boucher őrnagy
- 1992: Megperzselt szívek (Les coeurs brûlés), tévésorozat; nyolc epizódban; Arnaud
- 1994: Reszkessetek, bankrablók! (Cache Cash); Hivers
- 1994: A hiszékenység ára (Abus de confiance), tévéfilm; Lamarck
- 1994: Hélène szeme – Megperzselt szívek (Les yeux d’Hélène); tévésorozat; öt epizódban; Arnaud
- 1995: L’allée du roi, tévéfilm; Paul Scarron
- 1996: L’allée du roi, tévé-minisorozat; Paul Scarron
- 1996: Saint-Exupéry: La dernière mission; tévéfilm; Crémieux
- 1999: Fait d’hiver; államügyész
- 2000: Gyilkos gyógyszerek (Les faux médicaments); tévéfilm; Claude Landry
- 2000: A sziget foglya (La veuve de Saint-Pierre); a kormányzó
- 2000: Maigret, tévésorozat; Maigret a gazdagok között c. rész, Parendon mester
- 2000: Nyomorultak (Les misérables); TV Mini Series); Gillenormand
- 2001: A dicsőség kapui (Les portes de la gloire); Balzac
- 2001: Hüvelyk Matyi (Le petit poucet); narrátor hangja
- 2002: Ámen (Amen); bíboros (rend. Costa-Gavras)
- 2002: La chanson du maçon, tévéfilm; Max
- 2002: Becsületkódex (La mentale); Fèche
- 2003: La deuxième vérité, tévéfilm; Gravenoire bíró
- 2003: Alulról szagolni a rózsát (Bienvenue chez les Rozes); Jean-Louis
- 2003: Phaidra (Phèdre); Theraménes
- 2004: A sötét mélyben (Les eaux troubles); tévéfilm; François Gardone
- 2004: Intim vallomások (Confidences trop intimes); Dr. Monnier
- 2004: Le cadeau d’Elena; Szókratész
- 2004: A csillagjegyek ura (Zodiaque); tévé-minisorozat; Gabriel Saint-André
- 2004: A koszorúslány (La demoiselle d’honneur); hajléktalan „clochard”
- 2004: Életem legszebb napja (Le plus beau jour de ma vie); Jacques Després
- 2005: Fekete doboz (La boîte noire); Seligman úr, Arthur apja
- 2006: Kétes bár (Poltergay); Sorgues professzor
- 2006: Arthur és a villangók (Arthur et les Minimoys); animációs film; Archibald hangja
- 2007: Mindenszenteki utazó (Le voyageur de la Toussaint); tévéfilm; Plantel
- 2007: A birodalom visszavár (Les deux mondes); Mutr van Kimé
- 2008: A karvaly csendje (Le silence de l’épervier), tévé-minisorozat; nyolc epizódban; Paul Lefort
- 2008: Halálos közellenség (L’instinct de mort); Pierre André Mesrine, Jacques Mesrine apja
- 2008: Halálos közellenség 2. (L’ennemi public n°1); Pierre André Mesrine, Jacques Mesrine apja
- 2009: Hajsza (Persécution); öregember
- 2009: Nicolas az iskolában (Le Petit Nicolas); iskolaigazgató
- 2009: Arthur: Maltazár bosszúja (Arthur et la vengeance de Maltazard); animációs film; Archibald hangja
- 2010: Dumas (L’autre Dumas); Crémieux alprefektus
- 2010: Imogène McCarthery; Sir Wardlaw
- 2010: Édes én (L’âge de raison); Mérignac mester
- 2010: Arthur 3. – A világok harca (Arthur 3: la guerre des deux mondes); animációs; Archibald hangja
- 2010: Sarah kulcsa (Elle s’appelait Sarah); Édouard Tezac
- 2011: Korunk Robin Hoodjai (Les robins des pauvres), tévéfilm; Roger Delmas
- 2012: L’affaire Gordji, histoire d’une cohabitation, tévéfilm; François Mitterrand
- 2012: Asterix és Obelix: Isten óvja Britanniát (Astérix & Obélix: Au service de sa Majesté); Abraracourcix
- 2012: Ainsi soient-ils, tévésorozat, nyolc epizódban, Monseigneur Roman
- 2012: Les fauves, tévéfilm; Antoine Giovanni
- 2018: A szél másik oldala (The Other Side of the Wind / De l’autre côté du vent); önmaga